# Uscio
Uscio (Aosci in ligure) è un comune italiano di 2 128 abitanti della città metropolitana di Genova in Liguria.

## Geografia fisica
Il territorio geografico del comune è situato nella valle del torrente Recco, ad est di Genova, ed è composto da diversi nuclei sparsi lungo la strada provinciale 333 che dalla costa (Recco) s'inerpica verso il colle Caprile (470 m) dove è possibile, valicando il crinale, discendere verso l'abitato di Gattorna e quindi la val Fontanabuona.
Tra le vette del territorio il monte Tuggio (677 m), il monte Rosso (606 m), il monte Serro (581 m), il monte Cugnietti (459 m). 

## Origini del nome
Nonostante la sua posizione geografica la ponga, di fatto, come "porta d'accesso" alle vallate di Recco e della Fontanabuona, e quindi il significato del nome appaia scontato, il toponimo "Uscio" deriverebbe invece da un'alterazione di un primitivo Angustium, risalente al periodo dello stanziamento romano in zona che così denominarono. Ufficialmente il toponimo "Uscio" fu utilizzato per l'identificazione del territorio solamente dal 1734.

## Storia

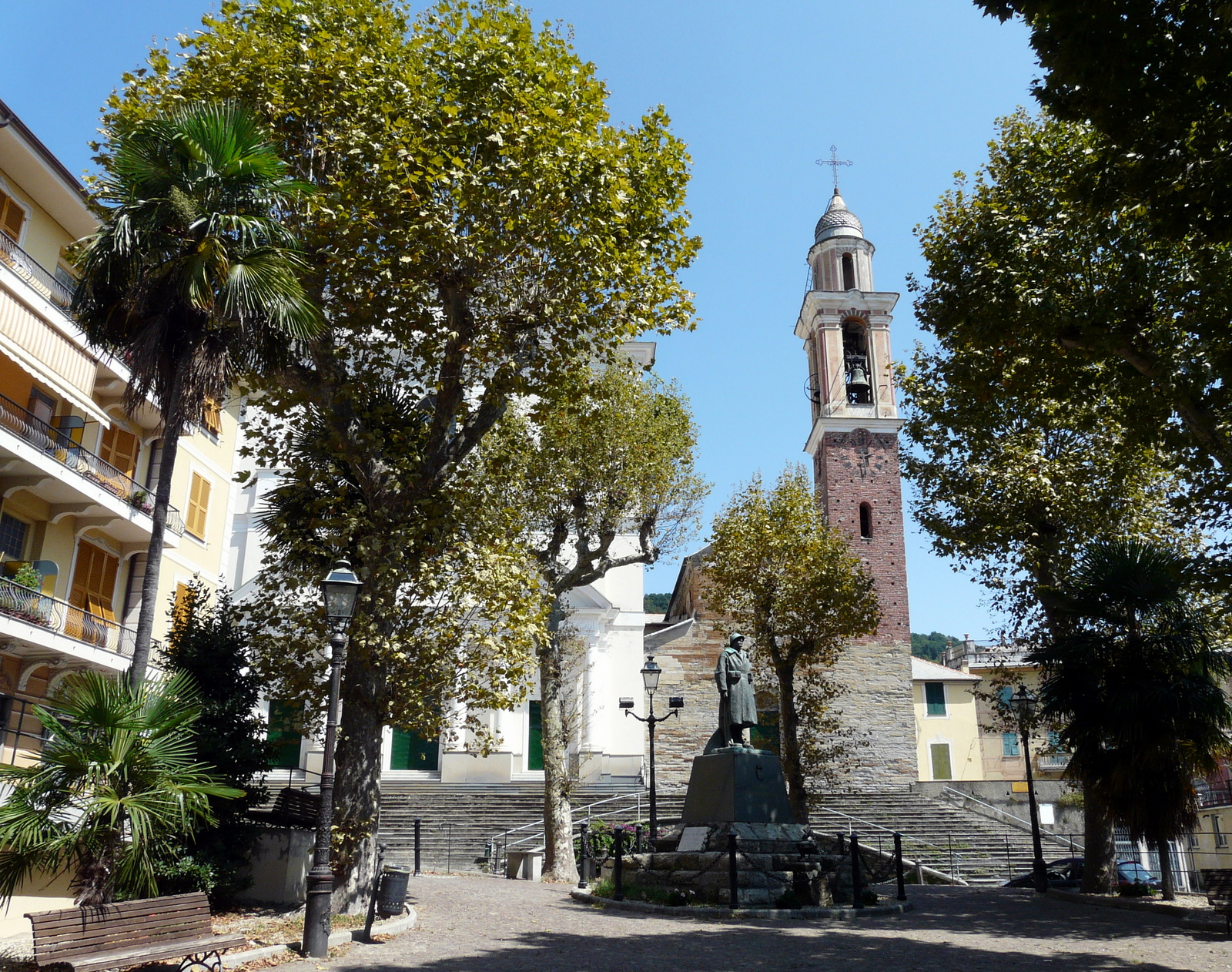
La piazza principale di Uscio

Gli studi effettuati dagli storici sull'intero territorio comunale hanno permesso il ritrovamento di reperti archeologici, datando i primi insediamenti umani già al Neolitico. Sempre secondo gli storici le primitive popolazioni locali erano per lo più composte da pochi individui, a causa delle condizioni ambientali sfavorevoli o dalla mancanza di bacini d'acqua e ripari naturali come grotte e anfratti nella zona. Sul monte Borgo, presso Tribogna, è stato scoperto il sito di un castellaro dei Liguri.
Intorno al 121 a.C. l'Impero romano riuscì a conquistare e a sottomettere la popolazione locale includendo il piccolo villaggio di Uscio nella IX regione romana, insieme ad altri paesi liguri, sotto il governo dell'imperatore romano Augusto.
Nel 570 il Vescovo di Milano e parte del clero-patrizio milanese si stabilì a Genova - per sfuggire ai Longobardi - e l'influenza vescovile fece sì che nei borghi di Recco, Rapallo, Camogli e Uscio si edificassero le prime quattro pieve ambrosiane, tra le più antiche della Liguria; la pieve di Sant'Ambrogio è risalente a questa fase storica.
Nel 1190 i Genovesi ottennero dall'imperatore Federico Barbarossa l'estensione del loro dominio su tutta la Liguria (da Monaco a Portovenere), inglobando quindi anche Uscio. Venne nominato un podestà comune per tutta la val Fontanabuona, con il compito di amministrarla e riscuoterne i tributi, scatenando la reazione della famiglia nobiliare dei Fieschi reclamanti i loro diritti feudali nell'entroterra di Recco e buona parte della valle fontanina.
A testimonianza della forte potenza dei Fieschi, conti di Lavagna, ad Uscio rimane il nome di una località, detta "Castello vecchio", vicina al passo delle Casette. Quest'ultimo costituiva il tragitto principale tra Recco e la val Fontanabuona fino alla seconda metà del XIX secolo quando venne progressivamente abbandonato. Rimangono ancora i ruderi di un fortino presso il monte Tuggio che, costruito dai Fieschi a difesa del passo della Spinarola (580 m s.l.m.), divenuto poi dominio della Repubblica di Genova dal 1366.

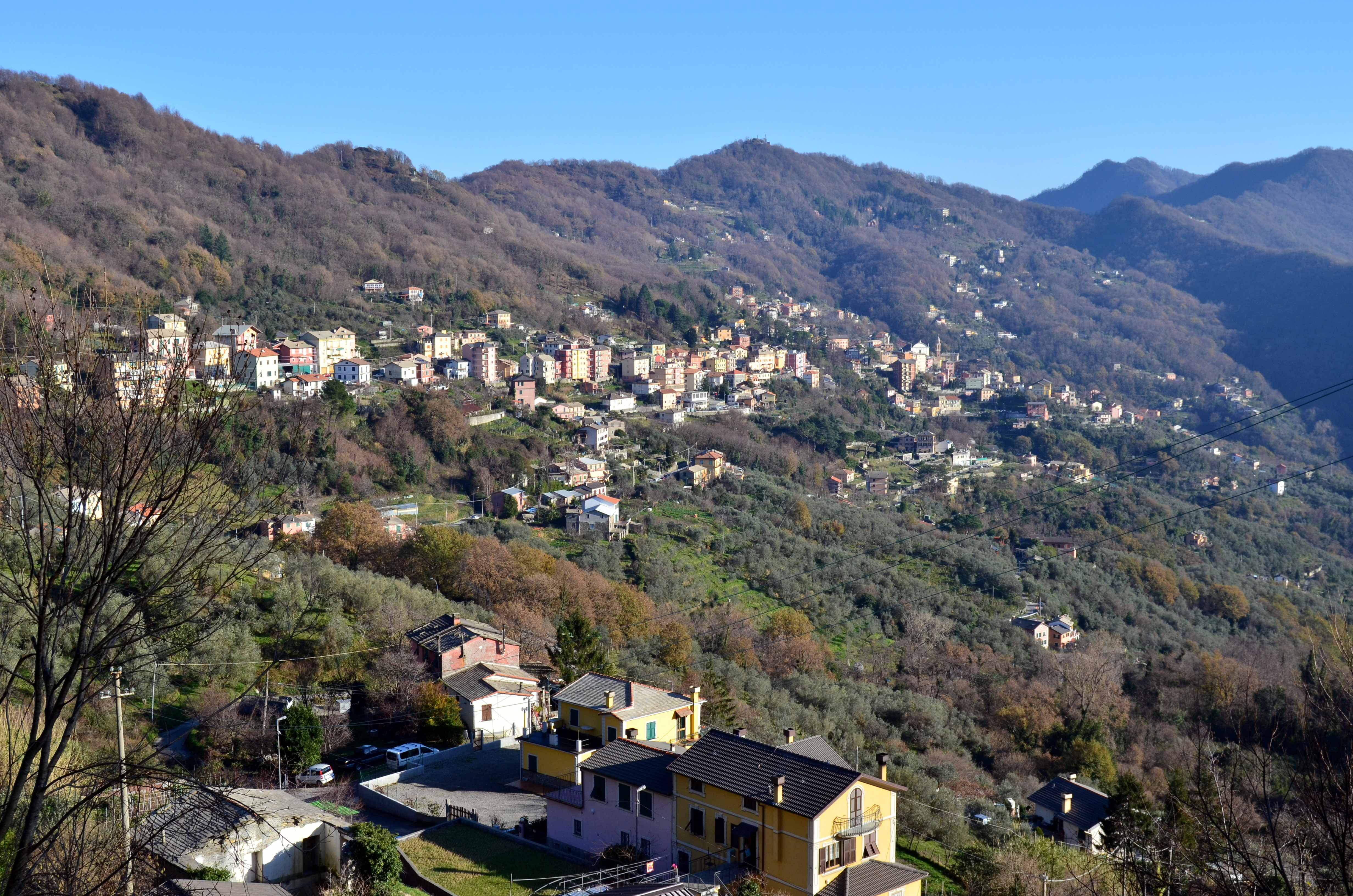
Panorama dalla frazione di Calcinara

Nella seconda metà del XV secolo molti abitanti del paese si trasferirono a Recco o a Genova dove trovarono occupazione nel porto o nelle nascenti botteghe commerciali. Nel XVI secolo, al contrario, gran parte della popolazione recchese si rifugiò sulle alture di Uscio e Avegno per sfuggire alle aggressioni compiute dai pirati turchi che diventavano sempre più frequenti, incrementandone la popolazione locale. Nel 1606 la Repubblica di Genova nominò il primo capitano del nascente capitaneato di Recco, al quale venne posto il villaggio di Uscio, affiancando la nuova giurisdizione al già presente capitaneato di Chiavari e Rapallo, quest'ultimo creato nel 1608.
Seguì successivamente la storia della repubblica genovese e del capitaneato recchese, fino al 1797 quando con la nuova dominazione francese di Napoleone Bonaparte la costituita municipalità rientrò dal 2 dicembre 1797 nel dipartimento del Golfo del Tigullio, con capoluogo Rapallo, all'interno della Repubblica Ligure. Dal 28 aprile del 1798 con i nuovi ordinamenti francesi, il territorio rientrò nel V cantone, come capoluogo, della giurisdizione della Frutta e dal 1803 centro principale del VI cantone della Frutta nella giurisdizione del Centro. Nel 1804 aggrega le due municipalità di Salto e Terrile, queste ultime costituite nel 1797. Annesso al Primo Impero francese dal 13 giugno 1805 al 1814 venne inserito nel dipartimento di Genova.
Nel 1815 fu inglobato nel Regno di Sardegna, così come stabilì il congresso di Vienna del 1814, e successivamente nel Regno d'Italia dal 1861. Dal 1859 al 1926 il territorio fu compreso nel VI mandamento di Recco del circondario di Genova dell'allora provincia di Genova. Al 1877 è risalente il distacco della frazione di Salto e il suo accorpamento nel territorio di Avegno.
Dal 1973 al 30 aprile 2011 ha fatto parte della Comunità montana Fontanabuona. Dal 2014 al 2024 ha fatto parte dell'Unione dei comuni della Valle del Tempo.

### Simboli
Stemma
Gonfalone

## Monumenti e luoghi d'interesse

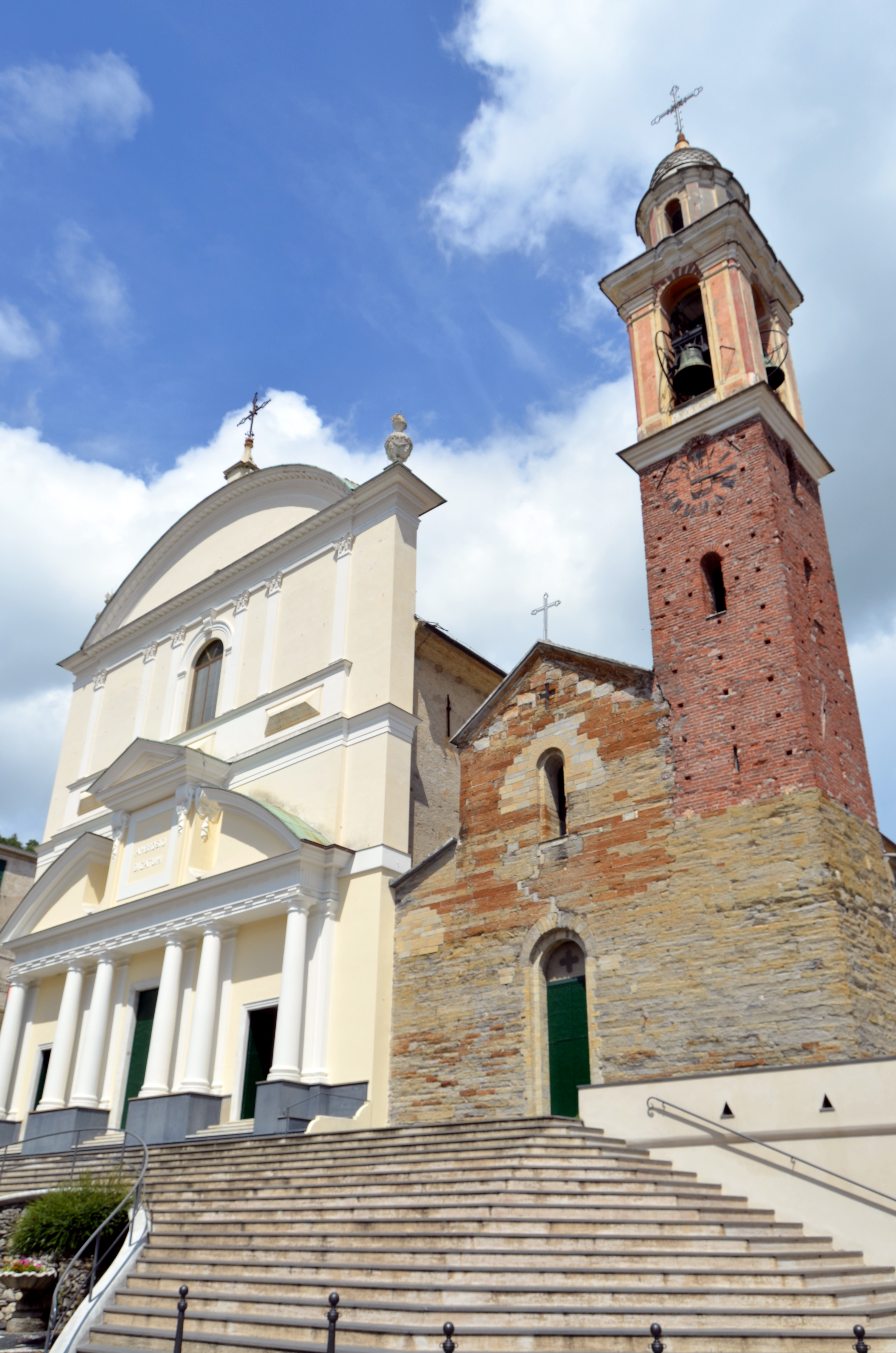
La chiesa parrocchiale e, a destra, l'antica pieve di Sant'Ambrogio.

### Architetture religiose
- Pieve di Sant'Ambrogio nel capoluogo. Risalente all'XI secolo e costruita in stile romanico per opera del vescovo di Milano. La chiesa è stato dichiarato dal Ministero dei Beni Culturali monumento nazionale italiano.
- Chiesa parrocchiale di Sant'Ambrogio. Situata accanto all'antica pieve omonima, i lavori di edificazione si attuarono tra il 1893 e il 1895 quando monsignor Fortunato Vinelli benedisse la nuova chiesa. Nei primi anni del XX secolo furono ultimati i restanti lavori di edificazione quali la scalinata in ardesia nel 1901, il pulpito nel 1904, la facciata nel 1908, le decorazioni interne della volta nel 1914 e nel 1932 con l'aggiunta di altre decorazioni in stucco.
- Chiesa parrocchiale di Nostra Signora di Caravaggio, nella frazione di Calcinara, fu un'antica cappella privata della locale famiglia Garaventa. Ingrandita nel 1876, è parrocchia dal 1936.
- Chiesa parrocchiale di San Rocco e Sacro Cuore di Gesù, eretta già nel 1400 nella frazione di Terrile.

### Architetture civili
- Ex colonia Arnaldi. L'originaria struttura, sita nella zona collinare del monte Tuggio, fu voluta dal fondatore Carlo Arnaldi nel 1906 (quest'ultimo nativo di Recco da una famiglia benestante di farmacisti) quale luogo di benessere e cura della salute che in pochi anni divenne per l'epoca all'avanguardia in materia. Negli anni a seguire gli spazi furono via via convertiti alle più moderne esigenze di benessere e sanitarie e, nell'ultimo periodo, pure di ricezione e locazione turistica. La struttura è oggi chiusa.

## Società

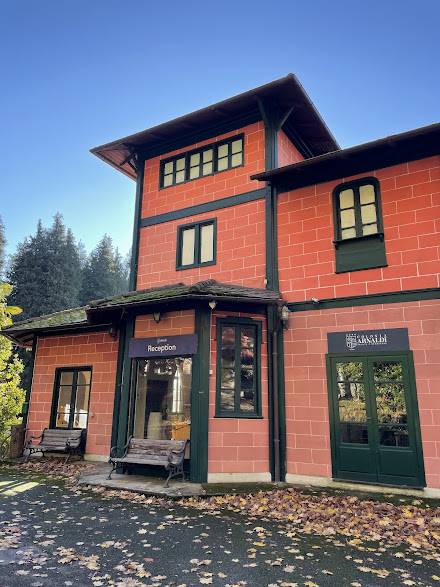
La reception della colonia Arnaldi

### Evoluzione demografica
Abitanti censiti

### Etnie e minoranze straniere
Secondo i dati Istat al 31 dicembre 2022, i cittadini stranieri residenti ad Uscio sono 146, così suddivisi per nazionalità, elencando per le presenze più significative:
1. Albania, 26
2. Romania, 24
3. Ecuador, 21

### Tradizioni e folclore
Gli "sprenaggi di Uscio" sono creature immaginarie che possono presentarsi sotto diverse forme, ma sostanzialmente sono i folletti buoni che la leggende locali dicono abitino da molto tempo le colline di Uscio. Secondo le fiabe tramandate oralmente si dice che non è inusuale incontrarli sulle alture della valle di Recco e nei boschi della Fontanabuona.
La loro bontà è proverbiale come l'irascibilità nei confronti di coloro che non rispettano Madre Natura che offre loro rifugio e sostentamento. Sempre secondo le leggende si dice siano piccoli, gentili, che vivano in sintonia con gli animali del bosco e ne interpretino il linguaggio, che abbiano orecchie molto sviluppate ed un naso lungo e sensibile utile per riconoscere gli amici e per strofinarlo con loro in segno di amicizia e saluto.

## Cultura

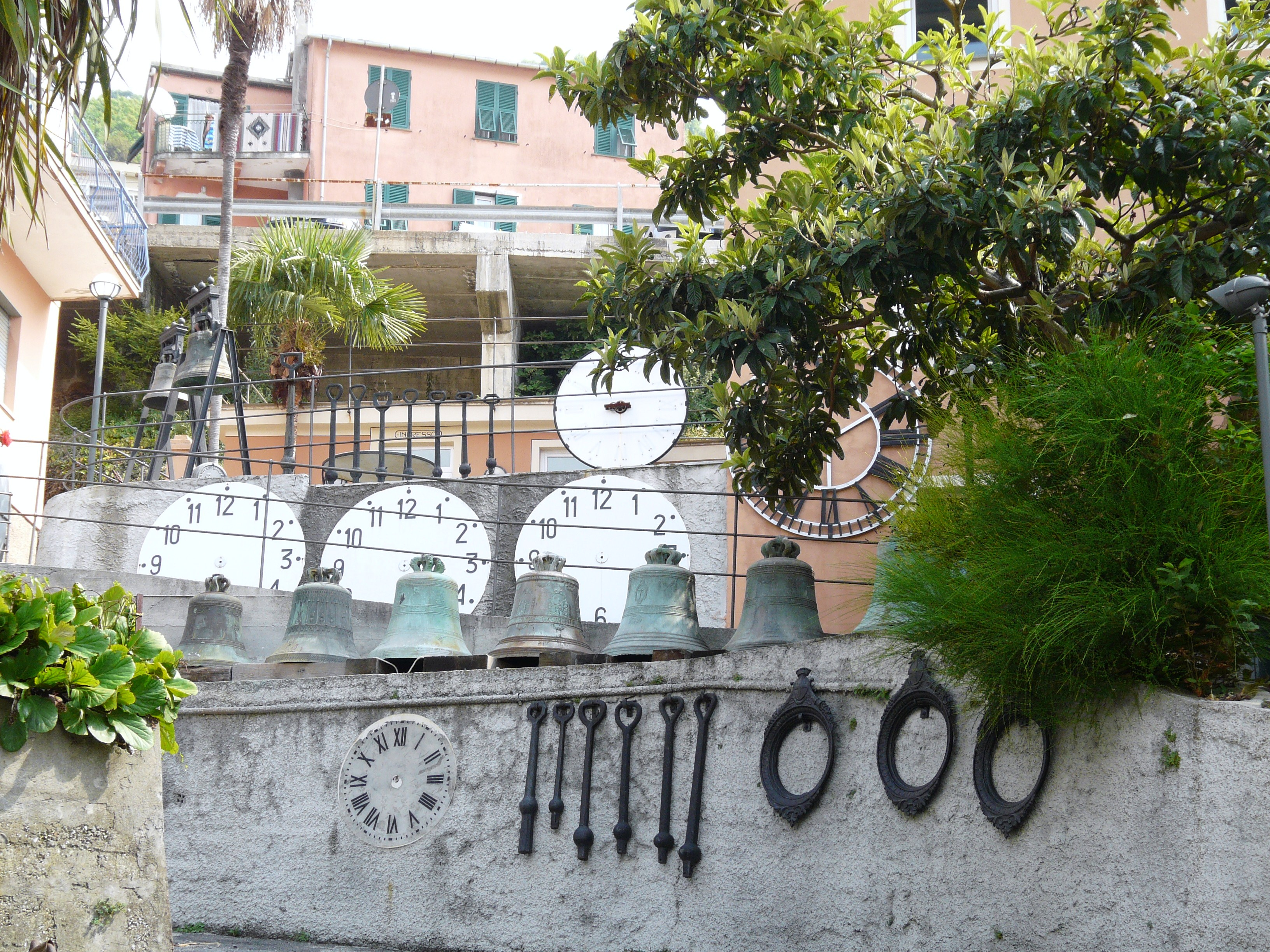
Particolare del museo dell'orologio da torre

### Istruzione

#### Musei
Nello stabilimento della ditta Trebino, che assieme alle altre famiglie usciesi Bisso, Terrile e Williams appartengono alle storiche famiglie nella costruzione di orologi da campanile in Liguria ed in Italia, è stato collocato dal 15 maggio 2004 il museo dell'orologio da torre "Roberto Trebino".
All'interno sono esposti una trentina di orologi da campanile, pezzi storici, alcuni lavorati interamente a mano e risalenti dal XVI secolo, nonché un'antica campana del 1290.

## Geografia antropica
Il suo territorio comunale comprende le frazioni di Calcinara e Terrile per un totale di 9,63 km².
Confina a nord con i comuni di Neirone, a sud con Avegno, ad ovest con Lumarzo e Sori e ad est con Tribogna.

## Economia

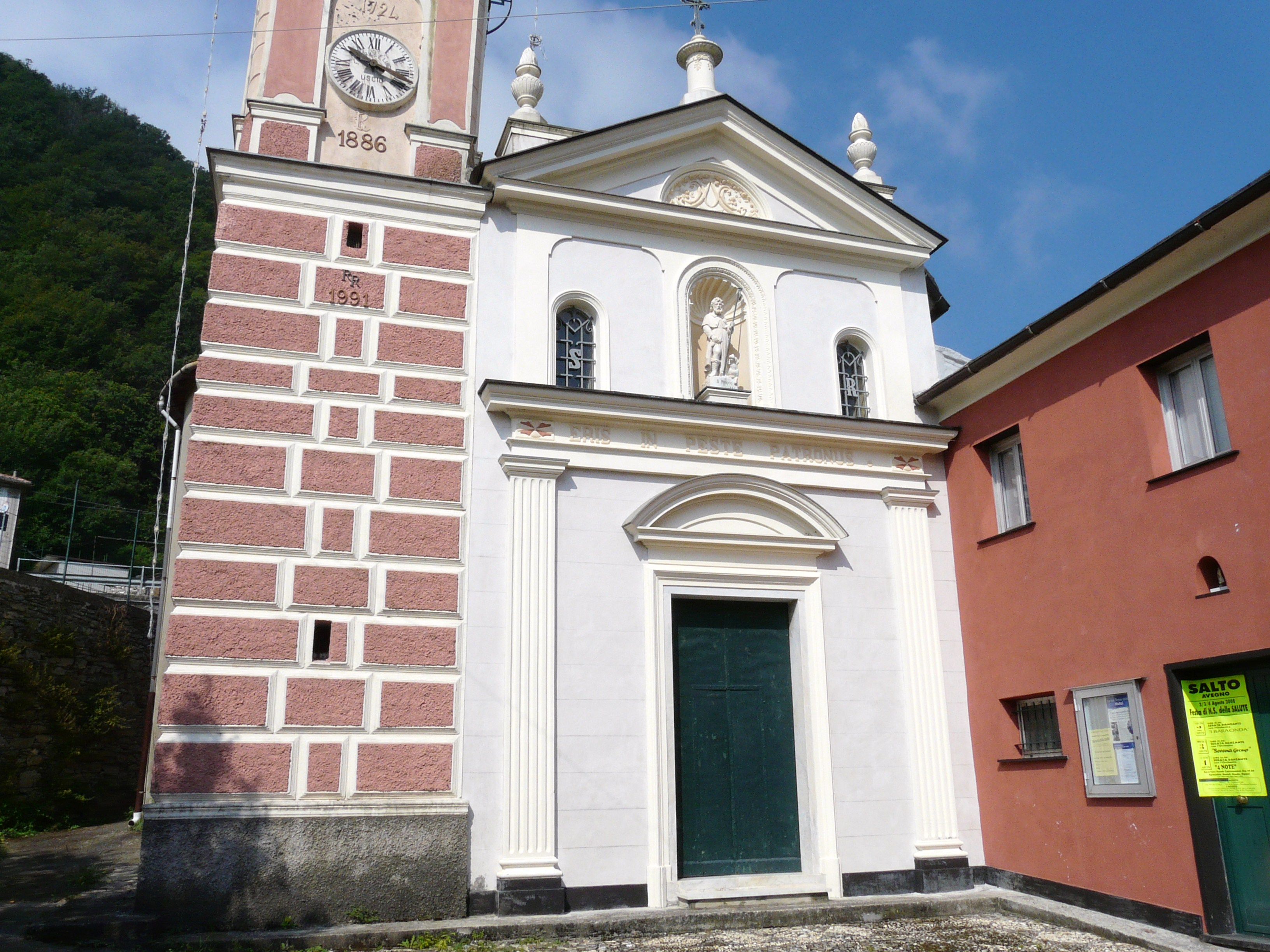
La chiesa parrocchiale di San Rocco presso la frazione di Terrile

Basa la sua produzione sull'attività agricola, ma anche sul turismo che viene favorito dalla casa di cura che lì è nata e che lì risiede da oltre cent'anni. La località è famosa in Italia e all'estero per la nota produzione e fabbricazione di orologi da torre e da campanile nota in tutto il mondo e che risale al XVIII secolo. 
Nel 1758 viene fondata la fabbrica Bisso. La svolta in questa attività tradizionale fu data nel 1824 da Giuseppe Terrile, contadino, falegname, fabbro ferraio e riparatore di piccoli orologi, il cui non comune ingegno gli permise di studiare quella tecnica particolare divenendo esperto della fabbricazione dei grandi meccanismi per gli orologi da torre.
Nel corso del secolo l'attività fu sviluppata da ulteriori famiglie: ai Terrile si aggiunsero nella seconda metà del Novecento i Trebino, che, aprendo una fabbrica di orologi da torre, arrivarono a esportarli in tutta Europa.
L'interesse per lo scandire del tempo era inoltre portato avanti dalle varie fonderie di campane Picasso, site a poca distanza: ad Avegno e a Recco.

## Infrastrutture e trasporti

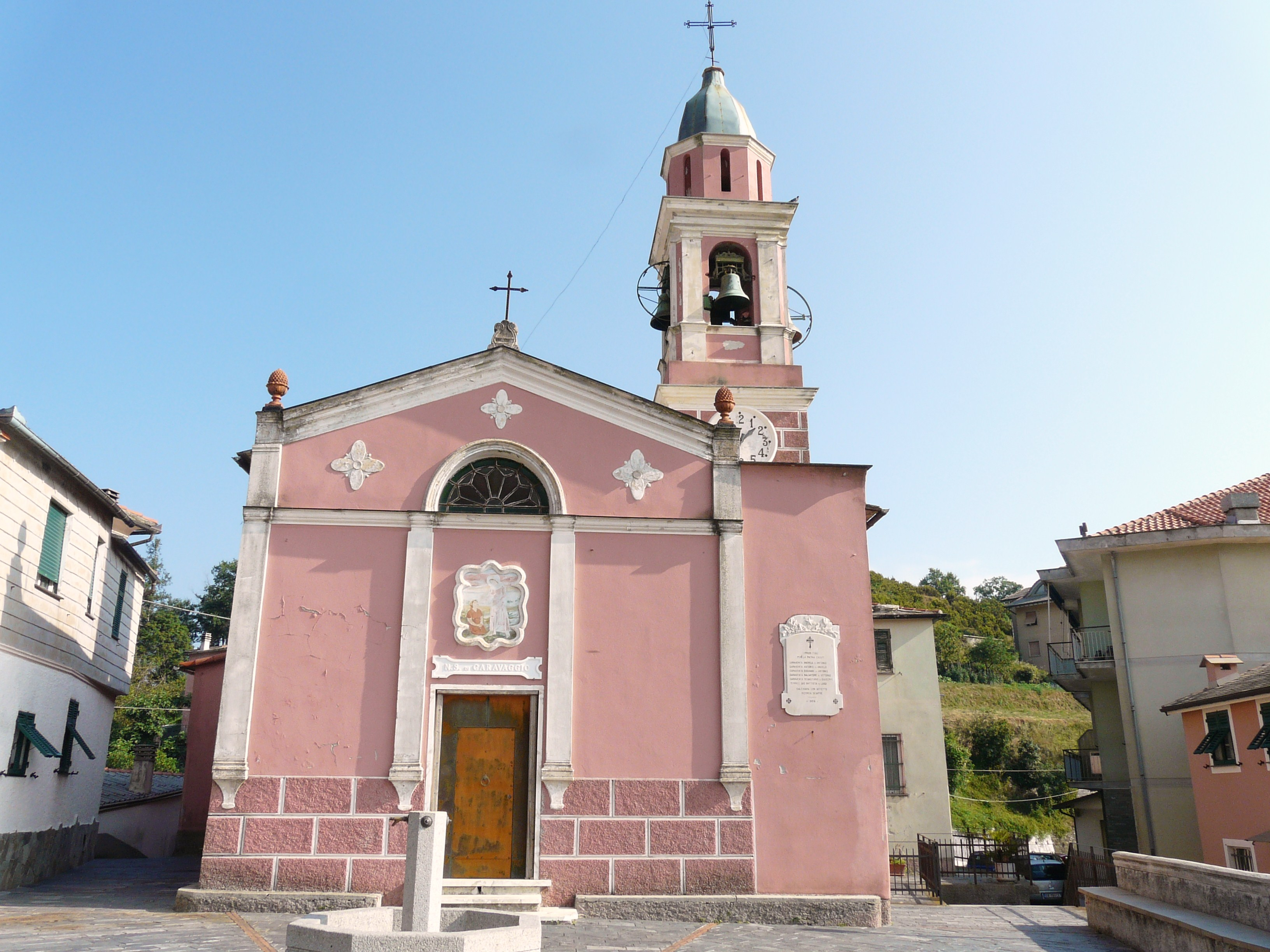
La chiesa parrocchiale di Nostra Signora di Caravaggio presso la frazione di Calcinara

### Strade
Il centro di Uscio è attraversato principalmente dalla strada provinciale 333 di Uscio che gli permette il collegamento stradale con Moconesi, a nord, e Avegno a sud; a Moconesi, presso la frazione di Gattorna, s'innesta con la strada statale 225 della Val Fontanabuona. Un ulteriore collegamento viario del territorio è la provinciale 19 di Lumarzo per raggiungere l'omonimo comune fontanino.

### Mobilità urbana
Dal comune di Recco un servizio di trasporto pubblico locale gestito dall'AMT garantisce quotidiani collegamenti bus con Uscio e per le altre località del territorio comunale.

## Amministrazione

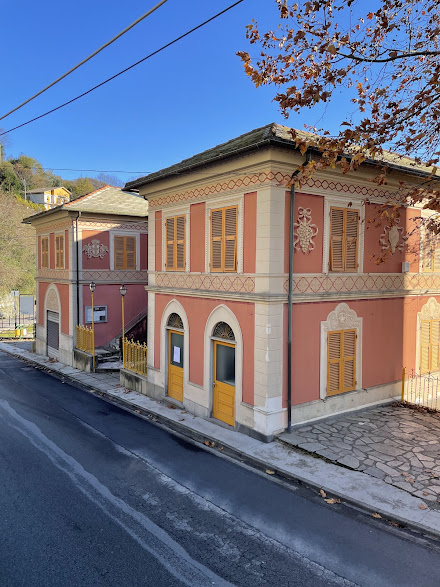
Il municipio

| Periodo         | Periodo         | Primo cittadino    | Partito                                               | Carica         | Note   |
| --------------- | --------------- | ------------------ | ----------------------------------------------------- | -------------- | ------ |
| 3 giugno 1985   | 17 giugno 1990  | Angelo Caprile     | DC                                                    | Sindaco        |        |
| 28 giugno 1990  | 24 aprile 1995  | Angelo Caprile     | DC                                                    | Sindaco        |        |
| 13 maggio 1995  | 13 gennaio 1999 | Franco Lagomarsino | lista civica di centro-sinistra                       | Sindaco        | [ 15 ] |
| 13 gennaio 1999 | 14 giugno 1999  | Pasquale Gioffrè   |                                                       | Comm. straord. |        |
| 14 giugno 1999  | 14 giugno 2004  | Alberto Bini       | Uscio più (lista civica di centro-sinistra)           | Sindaco        |        |
| 28 giugno 2004  | 8 giugno 2009   | Massimiliano Bisso | Uscio sempre di più (lista civica di centro-sinistra) | Sindaco        |        |
| 8 giugno 2009   | 26 maggio 2014  | Massimiliano Bisso | Uscio sempre di più (lista civica di centro-sinistra) | Sindaco        |        |
| 26 maggio 2014  | 27 maggio 2019  | Giuseppe Garbarino | Uscio di tutti Coraggio e trasparenza (lista civica)  | Sindaco        | [ 16 ] |
| 27 maggio 2019  | 10 giugno 2024  | Giuseppe Garbarino | Uscio di tutti Coraggio e trasparenza (lista civica)  | Sindaco        |        |
| 10 giugno 2024  | in carica       | Giuseppe Garbarino | Uscio di tutti Coraggio e trasparenza (lista civica)  | Sindaco        |        |